# حجاب (إسلام)
الحجاب (الجمع: أحجِبة أو حُجُب) في الشريعة الإسلامية هو اللباس الشرعي الساتر لبدن المرأة وزينتها، على نحوٍ يمنع الأجانب عنها من رؤية شيء منها، فإن كانت المرأة في مواجهة رجال أجانب عنها، سواء في بيتها أو خارجه، فالواجب عليها أن ترتدي اللباس الشرعي الكامل وفق ما بيّنته النصوص الشرعية. فالحجاب هو أحد الفرائض الثابتة متى ما بلغت الفتاة سن التكليف أي السن الذي ترى فيه الأنثى الحيض وتبلغ فيه مبلغ النساء، وهو فرض تعبّدي لا يسقط بالتقادم ولا بتغيّر العُرف أو الزمان.  
دل على وجوب الحجاب الأدلة الصريحة من القرآن والسنة النبوية، والإجماع العملي من نساء المؤمنين من عصر النبي محمد مرورًا بعصر الخلافة الراشدة وما بعدها، واستمر العمل به حتى بعد انحلال الدولة الإسلامية إلى دويلات في منتصف القرن الرابع عشر الهجري، وقد انعقد عليه إجماع الأمة ولم يخالف فيه أحد من المسلمين عبر القرون سلفاً ولا خلفاً، يقول الإمام ابن قدامة في كتابه المغني (ت. 620 هـ): "وأجمع المسلمون على أن ستر المرأة بدنها عن الأجانب فرض".
فرض الإسلام الحجاب لعدة أسباب، إذ تذكر الآية ال 59 من سورة الأحزاب الغرض من الحجاب وهو: ﴿ذَٰلِكَ أَدْنَىٰ أَن يُعْرَفْنَ فَلَا يُؤْذَيْنَ﴾، فالحجاب هو طاعةً لأمر الله عز وجل، وابتغاءً للعفاف، وحمايةً للمرأة والمجتمع من الفتن ومنع الفساق من التعرض لهن. وفي قول الله ﴿ذَلِكُمْ أَطْهَرُ لِقُلُوبِكُمْ وَقُلُوبِهِنَّ ﴾ فيه إشارة إلى وجود صلة بين ما تراه العين وما يتعلق به القلب، لأن العين تزرع الشهوة في القلب وتجعله يميل للحرام، كما فُرض الحجاب على المرأة لأنها محل لنظر الرجال الذين أمروا أيضا في الإسلام بغض أبصارهم، ولكي لا يكون تعامل الرجل الأجنبي مع المرأة بحسب شكلها وجمالها، وإنما يكون بحسب إنسانيتها وأخلاقها وهو ما يترتب عليه حصولها على حقوقها بلا تمييز.
لم يُعرف في تاريخ الأمة من أنكر أصل وجوب الحجاب من علماء المذاهب الأربعة، بل إن من يخالف ذلك اليوم فإنما هو من المتأثرين بالعلمانية الغربية أو دعاوى التبرج الحديثة. فترك الحجاب هو معصيةٌ لله تعالى، وتهاونٌ في أمرٍ عظيمٍ من أوامره،  فمن تركت الحجاب أو تهاونت فيه أو أنكرت فرضيته بعد قيام الحجة عليها، فهي على خطر الكفر والخروج من الملة لأنها خالفت أمر ربها، وتسببت في فتح أبواب الفتنة على نفسها وعلى غيرها، فعذاب الله شديد لمن عصاه واستخف بشرعه يقول الله: ﴿فَلْيَحْذَرِ الَّذِينَ يُخَالِفُونَ عَنْ أَمْرِهِ أَنْ تُصِيبَهُمْ فِتْنَةٌ أَوْ يُصِيبَهُمْ عَذَابٌ أَلِيمٌ ۝٦٣﴾ [النور:63] كما أن المرأة المتبرجة تُعد من الداعيات إلى الفساد، إذ ورد عن النبي صلى الله عليه وسلم في وصف نساء آخر الزمان: «نساء كاسيات عاريات، مائلات مميلات، رؤوسهن كأسنمة البُخت، لا يدخلن الجنة ولا يجدن ريحها...» [رواه مسلم].
يعتبر الإسلام الالتزام بالحجاب في أزمنة التبرج والفتن والإنحلال الأخلاقي من دلائل الإيمان الصادق، وعلامة من علامات الصبر والثبات على طاعة الله. ويستشهد العلماء المسلمون في هذا السياق بحديث النبي محمد: «العِبَادَةُ فِي الهَرْجِ كَهِجْرَةٍ إِلَيَّ» [رواه مسلم]، والذي يُفَسَّر على أن العبادة في أوقات الفتن والاضطرابات تعادل في أجره هجرةً إلى النبي صلى الله عليه وسلم. ويقول النبي محمد: «بدأ الإسلام غريبًا، وسيعود غريبًا كما بدأ، فطوبى للغرباء» [رواه مسلم]، فالغربة في هذا المقام تشمل كل من يتمسك بدينه رغم مخالفة الناس له فيصبح وكأنه غريب في مجتمعه. فالمرأة التي تختار طاعة الله وترتدي حجابها الكامل في زمن يُحارب فيه الستر وتُروّج فيه الفواحش، هي من الغرباء الموعودين بالجنة. كما أن الله سبحانه وتعالى وعد عباده المؤمنين والمؤمنات الصابرين بالفوز العظيم، فقال: ﴿إِنَّ الْمُسْلِمِينَ وَالْمُسْلِمَاتِ... وَالصَّابِرِينَ وَالصَّابِرَاتِ... وَالْحَافِظِينَ فُرُوجَهُمْ وَالْحَافِظَاتِ... أَعَدَّ اللَّهُ لَهُم مَّغْفِرَةً وَأَجْرًا عَظِيمًا﴾ [الأحزاب: 35]
تتعرض العديد من النساء في بعض دول العالم إلى التمييز بسبب ارتدائهن للحجاب، مُنعت العديد منهن من ارتداء الحجاب وتعرض بعضهن للمضايقات وصلت حتى الطرد من العمل والمنع من دخول بعض الأماكن العامة والإعتداء عليهن في الشوارع، ففي حين أنه من الصعب الحصول على إحصائيات دقيقة حول هذا النوع من الحوادث، إلا أن حالات التمييز المبلغ عنها موجودة وفي ارتفاع دائم. وهناك بعض الدول تمنع أو تقيد تغطية الرأس في المؤسسات العامة كالجامعات والمدارس أو المؤسسات الحكومية؛ مثل فرنسا وسابقا تركيا - في عهد أتاتورك - وتونس - في عهد بورقيبة وبن علي-. بينما توجد دول ومنظمات أخرى تفرضه على مواطناتها وحتى الأجنبيات منهن مثل إيران، وحالياً حركة طالبان في أفغانستان بعد السيطرة عليها مجدداً.
وقد تم اعتبار يوم 1 فبراير من كل عام «اليوم العالمي للحجاب» حيث قامت بإطلاق هذه المبادرة الناشطة الأمريكية «ناظمة خان» والتي بررت سبب قيامها بهذه المبادرة بقولها: «من أجل القضاء على الكراهية في العالم، يجب أن نتعلم أن نتقبل الآخرين وكل اختلافاتهم. لذا يا اخواتي عندما تخترن ارتداء الحجاب في هذا اليوم تضامنا مع النساء المسلمات فأنتن تساعدن في التصدي للتمييز الذي تتعرض له النساء المحجبات، ولكن أهم من ذلك ستعرفن أن تحت الحجاب هناك إنسان وقلب وروح مثل أي شخص آخر».

## المعنى اللغوي
يدور معنى الحجاب في اللغة على السَّتر والحيلولة والمنع، وحجب الشيء أي ستره، وامرأة مُحَجَّبَة أي امرأة قد سُترت بستر. وجاء في القرآن الكريم: ﴿فَاتَّخَذَتْ مِنْ دُونِهِمْ حِجَابًا فَأَرْسَلْنَا إِلَيْهَا رُوحَنَا فَتَمَثَّلَ لَهَا بَشَرًا سَوِيًّا ۝١٧﴾ [مريم:17] أي: «فاتخذت [مريم] من دون أهلها سترًا يسترها عنهم وعن الناس». والحجاب في اللغة هو الستر والحجب والمنع، والجذر هو حَجَبَ. ويسمى (الحارس أو البواب) بـ (الحاجب) لأنه يحمي المكان الذي يحرسه ويمنع الوصول إليه، ويطلق أيضا على حاجب العين لأَنه يَحْجُب عن العين شُعاع الشمس. وقد وردت كلمة (حجاب) في القرآن الكريم في عدة مواضع كانت تأتي بمعنى الحائل الحاجز المانع عن تلاقي شيئين أو أثرهما.
يُستخدم مصطلح (الحجاب) اليوم للدلالة على غطاء الرأس فقط بينما هو في الاصطلاح أو الفقه يعني (اللباس الساتر لجميع البدن). أما كلمة الخمار فتستخدم اليوم للدلالة على غطاء الوجه فقط بينما هي في الفقه تعني غطاء الرأس.
وحجاب المرأة المسلمة (الذي يقصد به اللباس الذي يسترها عن الأجانب) يتكون من: الجلباب (الثوب الذي يستر البدن) + الخمار (أي غطاء الرأس). وقد ورد ذكر الجلباب والخمار في آيتيين منفصلتين في القرآن إذ ورد الجلباب في الآية 59 من سورة الأحزاب: ﴿يَا أَيُّهَا النَّبِيُّ قُل لِّأَزْوَاجِكَ وَبَنَاتِكَ وَنِسَاءِ الْمُؤْمِنِينَ يُدْنِينَ عَلَيْهِنَّ مِن جَلَابِيبِهِنَّ﴾. بينما ذكر الخمار (غطاء الرأس) في الآية 31 من سورة النور: ﴿وَقُل لِّلْمُؤْمِنَاتِ يَغْضُضْنَ مِنْ أَبْصَارِهِنَّ وَيَحْفَظْنَ فُرُوجَهُنَّ وَلَا يُبْدِينَ زِينَتَهُنَّ إِلَّا مَا ظَهَرَ مِنْهَا ۖ وَلْيَضْرِبْنَ بِخُمُرِهِنَّ عَلَىٰ جُيُوبِهِنَّ﴾. وقد جاء في تفسير القرطبي: الجلابيب جمع جلباب، وهو ثوب أكبر من الخمار. وروي عن ابن عباس وابن مسعود أنه الرداء. وقد قيل: إنه القناع. والصحيح أنه الثوب الذي يستر جميع البدن. ويسمى الجلباب أيضا بـ: الـمُلاءة، والـمِلْحَفة، والرداء، والدثار، والكساء وهو المسمى: العباءة، التي تلبسها نساء الجزيرة العربية.
أما كلمة الخمار ﴿خمرهن﴾ فقد جاء في معجم لسان العرب لابن منظور: وكلُّ ما سَتَرَ شَيئاً فهو خِمارُهُ. والتَخْمِيرُ: التَّغْطِيَةُ  وتَخَمَّرَتْ بالخِمار واخْتَمَرَتْ: لَبِسَتْه، وخَمَّرَتْ به رأْسَها: غَطَّتْه.
وفي كتب التفسير يقول الطبري: الخمر، جمع الخمار، وهو ما تغطي به رأسها؛ ومنه اختمرت المرأة وتخمرت. وفي تفسير ابن كثير: والخمر: جمع خمار، وهو ما يخمر به، أي: يغطى به الرأس، وهي التي تسميها الناس المقانع.
أما تفسير الأعقم لمؤلفه علي بن محمد بن علي الأعقم الذي يعتبر من أقدم تفاسير القرآن الكريم والذي يعود إلى القرن 9 هجري فيقول: ﴿وليضربن بخُمرهن﴾ جمع خمار وهي المقانع سمي بذلك لأنه يستر الرأس، أي بقناعهن ﴿على جيوبهن﴾ وأراد أن تغطي شعرها وصدرها وعنقها.
وفي صحيح البخاري عن جابر بن عبد الله يقول: قَالَ رَسُولُ اللَّهِ صَلَّى اللَّهُ عَلَيْهِ وَسَلَّمَ: إِذَا كَانَ جُنْحُ اللَّيْلِ - أَوْ أَمْسَيْتُمْ - فَكُفُّوا صِبْيَانَكُمْ، فَإِنَّ الشَّيْطَانَ يَنْتَشِرُ حِينَئِذٍ، فَإِذَا ذَهَبَ سَاعَةٌ مِنَ اللَّيْلِ فَخَلُّوهُمْ، وَأَغْلِقُوا الْأَبْوَابَ، وَاذْكُرُوا اسْمَ اللَّهِ، فَإِنَّ الشَّيْطَانَ لَا يَفْتَحُ بَابًا مُغْلَقًا، وَأَوْكُوا قِرَبَكُمْ، وَاذْكُرُوا اسْمَ اللَّهِ، وَخَمِّرُوا آنِيَتَكُمْ وَاذْكُرُوا اسْمَ اللَّهِ، وَلَوْ أَنْ تَعْرُضُوا عَلَيْهَا شَيْئًا، وَأَطْفِئُوا مَصَابِيحَكُمْ. وَخَمِّرُوا آنِيَتَكُمْ: وَمَعْنَى التَّخْمِيرِ التَّغْطِيَةُ.
أما كلمة ﴿جيوبهن﴾ في آية ﴿وَلْيَضْرِبْنَ بِخُمُرِهِنَّ عَلَىٰ جُيُوبِهِنَّ﴾ فيقول القرطبي: الجيوب فتعني موضع القطْع من الدرع والقميص (أي الفتحة التي تكون في الثياب ويدخل منها الرأس). أما ابن كثير ففسر﴿على جيوبهن﴾ بقوله: يعني: أي على النحر والصدر فلا يرى منه شيء.

## أدلة وجوب الحجاب
يستند الفقهاء ورجال الدين في بيان وجوب الحجاب على عدد من النصوص في القرآن الكريم والسنة النبوية الشريفة. يقول الدكتور شوقي علام (مفتي الديار المصرية وأستاذ الفقه الإسلامي والشريعة بجامعة الأزهر) في هذا الصدد:
«أنه من المقرر شرعاً بإجماع الأولين والآخرين من علماء الأمة الإسلامية ومجتهديها، وأئمتها وفقهائها، أن حجاب المرأة المسلمة فرض على كل من بلغت سن التكليف، وهو السن الذي ترى فيه الأنثى الحيض، وتبلغ فيه مبلغ النساء. وأما وجوب ستر ما عدا ذلك فلم يخالف فيه أحد من المسلمين عبر القرون سلفاً ولا خلفاً، إذ هو حكم منصوص عليه في صريح الكتاب والسنة، وقد انعقد عليه إجماع الأمة، وبذلك تواتر عمل المسلمين كافة على مر العصور من عهد سيدنا رسول الله صلى الله عليه وآله وسلم، وأجمعوا على أن المرأة إذا كشفت ما وجب عليها ستره، فقد ارتكبت محرماً يجب عليها التوبة إلى الله تعالى منه»

### الأدلة من القرآن الكريم

#### الآية 53 من سورة الأحزاب
وتسمى (آية الحجاب) لأنها أول آية نزلت بشأن فرض الحجاب على أمهات المؤمنين ونساء المؤمنين وكان نزولها في شهر ذي القعدة سنة خمس من الهجرة:
﴿يَا أَيُّهَا الَّذِينَ آمَنُوا لَا تَدْخُلُوا بُيُوتَ النَّبِيِّ إِلَّا أَنْ يُؤْذَنَ لَكُمْ إِلَى طَعَامٍ غَيْرَ نَاظِرِينَ إِنَاهُ وَلَكِنْ إِذَا دُعِيتُمْ فَادْخُلُوا فَإِذَا طَعِمْتُمْ فَانْتَشِرُوا وَلَا مُسْتَأْنِسِينَ لِحَدِيثٍ إِنَّ ذَلِكُمْ كَانَ يُؤْذِي النَّبِيَّ فَيَسْتَحْيِي مِنْكُمْ وَاللَّهُ لَا يَسْتَحْيِي مِنَ الْحَقِّ وَإِذَا سَأَلْتُمُوهُنَّ مَتَاعًا فَاسْأَلُوهُنَّ مِنْ وَرَاءِ حِجَابٍ ذَلِكُمْ أَطْهَرُ لِقُلُوبِكُمْ وَقُلُوبِهِنَّ وَمَا كَانَ لَكُمْ أَنْ تُؤْذُوا رَسُولَ اللَّهِ وَلَا أَنْ تَنْكِحُوا أَزْوَاجَهُ مِنْ بَعْدِهِ أَبَدًا إِنَّ ذَلِكُمْ كَانَ عِنْدَ اللَّهِ عَظِيمًا ۝٥٣﴾
وسبب نزولها ما ثبت من حديث أنس في صحيح البخاري أن عمر بن الخطاب قال: يا رسول الله ! يدخل عليك البر والفاجر، فلو أمرت أمهات المؤمنين بالحجاب، فأنزل الله آية الحجاب. ولما نزلت حجب النبي نساءه عن الرجال الأجانب، وحجب المسلمون نساءهم عن الرجال.
ووجه الإستدلال بهذه الآية هو قول الله: ﴿ وَإِذَا سَأَلْتُمُوهُنَّ مَتَاعًا فَاسْأَلُوهُنَّ مِن وَرَاء حِجَابٍ ﴾. ويرى التيار المعارض للحجاب بأن الحكم في هذه الآية هو خاص بنساء النبي فقط وأن الحجاب المقصود ليس ملبس وإنما ساتر يفصل بين زوجات النبي وبين من يسألهن متاعا بحيث لا يرى كل منهما الآخر. بينما يعارض الفقهاء ورجال الدين هذا الرأي ويعتبرونه أنكارًا لمعلوم في الدين بالضرورة، بدليل أن المسلمين في عهد النبي وبعد نزول الآية حجبوا نساءهم عن الرجال مما يدل على أن هذا الحكم ليس خاصا بنساء النبي فقط . وفي الشريعة فإن قاعدة توجيه الخطاب هي أن خطاب الواحد يعم حكمه جميع الأمة؛ للاستواء في أحكام التكليف، ما لم يرد دليل يجب الرجوع إليه دالًا على التخصيص .
ومن الأدلة التي يستند عليها الفقهاء ورجال الدين أيضا في أن هذه الآية ليست خاصة بنساء النبي فقط هو أن آية الحجاب جاء معها بنفس الخطاب أوامر أخرى مثل الآية 34 من سورة الأحزاب:﴿ وَاذْكُرْنَ مَا يُتْلَىٰ فِي بُيُوتِكُنَّ مِنْ آيَاتِ اللَّهِ وَالْحِكْمَةِ ۚ إِنَّ اللَّهَ كَانَ لَطِيفًا خَبِيرًا﴾ . ففي هذه الأية كان الخطاب لنساء النبي فقط ﴿ وَاذْكُرْنَ ﴾ أي: يا نساء النبي. ومع ذلك فلا يجوز القول بأن نساء النبي فقط شرع لهن قراءة القرآن في بيوتهن دونًا عن غيرهم من النساء.
ومن الأدلة الأخرى على عدم جواز تخصيص أية الحجاب لنساء النبي هو أن آية الحجاب نفسها قد بدأت بخطاب وأمر إلهي خاص بالنبي محمد إلا أن الحكم والأمر في الآية عام لكل المسلمين: ﴿يَا أَيُّهَا الَّذِينَ آمَنُوا لا تَدْخُلُوا بُيُوتَ النَّبِيِّ إِلاَّ أَن يُؤْذَنَ لَكُمْ ﴾ فمن وجهة نظر الفقهاء ورجال الدين فإنه لا يجوز أعتبار الأستئذان عند دخول البيوت خاصا ببيوت النبي فقط إنما هو أمر إلهي وفعل أخلاقي يقوم به كل المسلمين منذ عهد النبي إلى اليوم.

#### الآية 31 من سورة النور
﴿وَقُلْ لِلْمُؤْمِنَاتِ يَغْضُضْنَ مِنْ أَبْصَارِهِنَّ وَيَحْفَظْنَ فُرُوجَهُنَّ وَلَا يُبْدِينَ زِينَتَهُنَّ إِلَّا مَا ظَهَرَ مِنْهَا وَلْيَضْرِبْنَ بِخُمُرِهِنَّ عَلَى جُيُوبِهِنَّ وَلَا يُبْدِينَ زِينَتَهُنَّ إِلَّا لِبُعُولَتِهِنَّ أَوْ آبَائِهِنَّ أَوْ آبَاءِ بُعُولَتِهِنَّ أَوْ أَبْنَائِهِنَّ أَوْ أَبْنَاءِ بُعُولَتِهِنَّ أَوْ إِخْوَانِهِنَّ أَوْ بَنِي إِخْوَانِهِنَّ أَوْ بَنِي أَخَوَاتِهِنَّ أَوْ نِسَائِهِنَّ أَوْ مَا مَلَكَتْ أَيْمَانُهُنَّ أَوِ التَّابِعِينَ غَيْرِ أُولِي الْإِرْبَةِ مِنَ الرِّجَالِ أَوِ الطِّفْلِ الَّذِينَ لَمْ يَظْهَرُوا عَلَى عَوْرَاتِ النِّسَاءِ وَلَا يَضْرِبْنَ بِأَرْجُلِهِنَّ لِيُعْلَمَ مَا يُخْفِينَ مِنْ زِينَتِهِنَّ وَتُوبُوا إِلَى اللَّهِ جَمِيعًا أَيُّهَ الْمُؤْمِنُونَ لَعَلَّكُمْ تُفْلِحُونَ ۝٣١﴾
ووجه الإستدلال بهذه الآية هي أن الله أوجب على نساء المؤمنين الحجاب للبدن والزينة، وأن لا تتعمد المرأة إبداء شيء من زينتها، وأن ما يظهر منها من غير قصد معفو عنه، أي: لا يظهرن شيئاً من الزينة للأجانب عن عمد وقصد، إلا ما ظهر منها اضطراراً لا اختياراً.
وبما أن القميص يكون مشقوق الجيب عادة بحيث يظهر شيء من العنق والنحر والصدر، فقد أمر الله بوجوب ستره وتغطيته، وبيّن كيفية ضرب المرأة للحجاب على ما لا يستره القميص، فقال الله: ﴿وليضربن بخمرهن على جيوبهن﴾ .والضرب: إيقاع شيء على شيء، والخُمر: جمع خِمار، مأخوذ من الخمر، وهو: الستر والتغطية، والجيوب مفردها: جيب، وهو شق في طول القميص.
فيكون معنى: ﴿وليضربن بخمرهن على جيوبهن﴾ أن الله أمر نساء المؤمنين أن يلقين بالخمار إلقاء محكماً على المواضع المكشوفة، وهي: الرأس، والوجه، والعنق، والنحر، والصدر. وذلك بِلَفِّ الخمار الذي تضعه المرأة على رأسها، وترميه من الجانب الأيمن على العاتق الأيسر، وهذا هو التقنع، وهذا خلافاً لما كانت عليه نساء الجاهلية من سدل الخمار من وراء الظهر فأمرن بالاستتار.

#### الآية 60 من سورة النور
حيث تعتبر هذه الآية من أقوى الأدلة على فرض الحجاب للوجه والكفين وسائر البدن، والزينة بالجلباب والخمار:
﴿وَالْقَوَاعِدُ مِنَ النِّسَاءِ اللَّاتِي لَا يَرْجُونَ نِكَاحًا فَلَيْسَ عَلَيْهِنَّ جُنَاحٌ أَنْ يَضَعْنَ ثِيَابَهُنَّ غَيْرَ مُتَبَرِّجَاتٍ بِزِينَةٍ وَأَنْ يَسْتَعْفِفْنَ خَيْرٌ لَهُنَّ وَاللَّهُ سَمِيعٌ عَلِيمٌ ۝٦٠﴾.
ووجه الاستدلال بهذه الآية هو أن الله رخَّص للقواعد من النساء (أي: العجائز اللائي تقدم بهن السنّ فقعدن عن الحيض والحمل ويئسن من الولد) أن يضعن ثيابهن الظاهرة من الجلباب والخمار، ورفع الله الإثم والجناح عنهن. ثم قال الله :﴿وأن يستعففن خير لهن﴾ وهذا دلالة على أن الاستعفاف خير لهن وأفضل.
فدلَّت هذه الآية على فرض الحجاب على نساء المؤمنين لوجوههن وسائر أبدانهن وزينتهن؛ لأن هذه الرخصة للقواعد اللاتي رُفع الإثم والجناح عنهن، وبدلالة أن استعفاف القواعد خير لهن من الترخص بوضع الثياب عن الوجه والكفين، فوجب ذلك في حق من لم تبلغ سن القواعد من نساء المؤمنين، وهو أولى في حقهن، وأبعد لهن عن أسباب الفتنة والوقوع في الفاحشة.

#### الآيات 32 و 33 من سورة الأحزاب
﴿يَا نِسَاءَ النَّبِيِّ لَسْتُنَّ كَأَحَدٍ مِنَ النِّسَاءِ إِنِ اتَّقَيْتُنَّ فَلَا تَخْضَعْنَ بِالْقَوْلِ فَيَطْمَعَ الَّذِي فِي قَلْبِهِ مَرَضٌ وَقُلْنَ قَوْلًا مَعْرُوفًا ۝٣٢ وَقَرْنَ فِي بُيُوتِكُنَّ وَلَا تَبَرَّجْنَ تَبَرُّجَ الْجَاهِلِيَّةِ الْأُولَى وَأَقِمْنَ الصَّلَاةَ وَآتِينَ الزَّكَاةَ وَأَطِعْنَ اللَّهَ وَرَسُولَهُ إِنَّمَا يُرِيدُ اللَّهُ لِيُذْهِبَ عَنْكُمُ الرِّجْسَ أَهْلَ الْبَيْتِ وَيُطَهِّرَكُمْ تَطْهِيرًا ۝٣٣﴾.
ووجه الاستدلال بهذه الآية هو قول الله ﴿وَلا تَبَرَّجْنَ تَبَرُّجَ الْجَاهِلِيَّةِ الأُولَى﴾ والتبرج هو المشي مع تبختر وتكسر، وقيل : هو أن تلقى المرأة خمارها على رأسها ولا تشده، فتنكشف قلائدها وقرطها وعنقها، وقيل : هو أن تبدى من محاسنها ما يجب ستره .ذلك لأن المرأة في الجاهلية الأولى كانت تلبس الدرع من اللؤلؤ، أو القميص من الدر غير مخيط الجانبين، وتلبس الرقاق من الثياب ولا توارى بدنها، فتمشى وسط الطريق تعرض نفسها على الرجال.

#### الآية 59 من سورة الأحزاب
﴿يَا أَيُّهَا النَّبِيُّ قُلْ لِأَزْوَاجِكَ وَبَنَاتِكَ وَنِسَاءِ الْمُؤْمِنِينَ يُدْنِينَ عَلَيْهِنَّ مِنْ جَلَابِيبِهِنَّ ذَلِكَ أَدْنَى أَنْ يُعْرَفْنَ فَلَا يُؤْذَيْنَ وَكَانَ اللَّهُ غَفُورًا رَحِيمًا ۝٥٩﴾.
ووجه الاستدلال بهذه الآية هو معنى الجلباب كما جاء في معجم لسان العرب، وهو: اللباس الواسع الذي يغطي جميع البدن، وهو بمعنى: الملاءة والعباءة، فتلبسه المرأة فوق ثيابها من أعلى رأسها مُدنية ومرخية له على وجهها وسائر جسدها، وما على جسدها من زينة مكتسبة، ممتداً إلى ستر قدميها. كما يلاحظ في هذه الآية أن الخطاب الإلهي كان موجهًا لأزواج النبي محمد وبناته ونساء المؤمنين جميعاً بلا تفريق أو تمييز.

### الأدلة من السنة النبوية
- عن صفية بنت شيبة أن عائشة رضي الله عنها كانت تقول : لما نزلت هذه الآية (وليضربن بخمرهن على جيوبهن) أخذن أُزُرَهن (نوع من الثياب) فشققنها من قبل الحواشي فاختمرن بها. رواه البخاري (146) [43]
- عن عروة أن عائشة قالت : لقد كان رسول الله ﷺ يصلي الفجر فيشهد معه نساء من المؤمنات متلفعات في مروطهن ثم يرجعن إلى بيوتهن ما يعرفهن أحد . رواه البخاري (365) ومسلم (645).
- عن أسماء بنت أبي بكر رضي الله عنهما قالت : كنا نُغطِّي وجوهنا من الرجال، وكنَّا نمتشط قبل ذلك في الإحرام . رواه ابن خزيمة والحاكم وصححه ووافقه الذهبي وصححه الألباني في كتاب جلباب المرأة المسلمة
- عن أم عطية رضي الله عنها قالت: أمرنا رسول الله ﷺ أن نخرجهن في الفطر والأضحى، العواتق، والحُيَّض، وذوات الخدور، أمَّا الحيض فيعتزلن الصلاة ويشهدن الخير ودعوة المسلمين، قلت: يا رسول الله! إحدانا لا يكون لها جلباب؟ قال: لتلبسها أختها من جلبابها.[20] وفي هذا الحديث دلالة على أنَّ المُعتادَ عند نِساءِ الصَّحابةِ ألَّا تخرُجَ المرأةُ إلَّا بجِلبابٍ، ولم يأذَنْ لهن النبي بالخُروجِ بغَيرِ جِلبابٍ.[44]

## أهمية اللغة العربية في فهم آيات الحجاب
تعد معرفة اللغة العربية من أهم الأدوات لفهم القرآن الكريم وتفسيره، إذ أن القرآن نزل بلسان عربي، فلا شك أنه لا يصح فهمه وتفسيره إلا عن طريق ذات اللسان. فمن أسباب الخطأ في تفسير القرآن والانحراف في فهم الآيات القرآنية والنصوص الشرعية هو عدم الإلمام بمجموع علوم اللسان العربي من متن اللغة، والتصريف، والنحو، والمعاني، والبيان. ومن وراء ذلك استعمال العرب المتبع من أساليبهم في خطبهم وأشعارهم وقلة المعرفة بمقاصد العرب من كلامهم وأدب لغتهم. حيث كان الصحابة أعلى قدرا في فهم القرآن وإدراك حقائقه من التابعين، والتابعون كانوا أعلى قدرا ممن بعدهم.
| يقول ابن القيم الجوزي: وقد حرَّم اللهُ سبحانه القولَ عليه بغير علم في الفتيا والقضاء، وجعله من أعظم المحرمات، بل جعله في المرتبة العليا منها, فرتب المحرماتِ أربعَ مراتب، وبدأ بأسهلها وهو الفواحش، ثم ثنَّى بما هو أشد تحريما منه وهو الإثم والظلم، ثم ثلَّث بما هو أعظم تحريما منهما وهو الشرك به سبحانه، ثم ربَّع بما هو أشد تحريما من ذلك كله وهو القول عليه بلا علم، وهذا يَعُمُّ القول عليه I بلا علم في أسمائه وصفاته وأفعاله وفي دينه وشرعه |
| —إعلام الموقعين عن رب العالمين - ص 38 |

فالواجب على المسلمين بشكل عام والدارسين لعلم التفسير أن يحذروا من القول في القرآن بغير علم، فإن الذي يتكلم في معاني القرآن بغير علم إنما هو يتكلم في بيان مراد الله بكلامه، وهذا إثم عظيم فيه كذب على الله وفيه إضلال للناس فيحمل من أوزار الذين يضلّهم بغير علم إلى وزره، وقد جاء الوعيد بالقرآن لمن فعل ذلك في العديد من الآيات في القرآن منها: ﴿قُلْ إِنَّمَا حَرَّمَ رَبِّيَ الْفَوَاحِشَ مَا ظَهَرَ مِنْهَا وَمَا بَطَنَ وَالْإِثْمَ وَالْبَغْيَ بِغَيْرِ الْحَقِّ وَأَنْ تُشْرِكُوا بِاللَّهِ مَا لَمْ يُنَزِّلْ بِهِ سُلْطَانًا وَأَنْ تَقُولُوا عَلَى اللَّهِ مَا لَا تَعْلَمُونَ ۝٣٣﴾ [الأعراف:33] وفي موضع آخر : ﴿فَمَنْ أَظْلَمُ مِمَّنِ افْتَرَى عَلَى اللَّهِ كَذِبًا لِيُضِلَّ النَّاسَ بِغَيْرِ عِلْمٍ إِنَّ اللَّهَ لَا يَهْدِي الْقَوْمَ الظَّالِمِينَ﴾ [الأنعام:144] وأيضا في سورة هود: ﴿وَمَنْ أَظْلَمُ مِمَّنِ افْتَرَى عَلَى اللَّهِ كَذِبًا أُولَئِكَ يُعْرَضُونَ عَلَى رَبِّهِمْ وَيَقُولُ الْأَشْهَادُ هَؤُلَاءِ الَّذِينَ كَذَبُوا عَلَى رَبِّهِمْ أَلَا لَعْنَةُ اللَّهِ عَلَى الظَّالِمِينَ ۝١٨﴾ [هود:18]
كما حذر النبي محمد أيضًا من الكلام في القرآن بغير علم ونهى عنه أشدّ النهي، يقول الحديث: سمع النبي صلى الله عليه وسلم قوما يتدارؤون (أي يتجادلون) فقال: «إنما هلك من كان قبلكم بهذا ضربوا كتاب الله بعضه ببعض ، وإنما نزل كتاب الله يصدق بعضه بعضا ، فلا تكذبوا بعضه ببعض فما علمتم منه فقولوا وما جهلتم فكلوه إلى عالمه». ومن الأحاديث الواردة في التحذير من القول في تفسير القرآن بلا علم، حديثُ ابن عباس قال: قال رسول الله: «اتَّقوا الحديثَ عنِّي إلَّا ما علِمتُمْ فمَن كذبَ عليَّ مُتعمِّدًا فليتَبوَّأْ مَقعدَهُ مِن النَّارِ ، ومَن قال في القرآنِ برأيِّهِ ، فليتَبوَّأْ مَقعدَهُ مِن النَّارِ»
وقد أدرك علماء الإسلام أهمية اللغة العربية في فهم القرآن وتفسيره وحذروا من تفسير كتاب الله من غير علم بالعربية. يقول مجاهد بن جبر: «لا يحل لأحد يؤمن بالله واليوم الآخر أن يتكلم في كتاب الله إذا لم يكن عالما بلغات العرب». ويقول شيخ الإسلام ابن تيمية: «فإن الله تعالى لما أنزل كتابه باللسان العربي، وجعل رسوله مبلغا عنه للكتاب والحكمة بلسانه العربي، وجعل السابقين إلى هذا الدين متكلمين به؛ لم يكن سبيل إلى ضبط الدين ومعرفته إلا بضبط اللسان، وصارت معرفته من الدين، وصار اعتبار التكلم به أسهل على أهل الدين في معرفة دين الله، وأقرب إلى إقامة شعائر الدين، وأقرب إلى مشابهتهم للسابقين الأولين من المهاجرين والأنصار، في جميع أمورهم... واللسان تقارنه أمور أخرى: من العلوم والأخلاق، فإن العادات لها تأثير عظيم فيما يحبه الله وفيما يكرهه، فلهذا أيضا جاءت الشريعة بلزوم عادات السابقين الأولين، في أقوالهم وأعمالهم، وكراهة الخروج عنها إلى غيرها من غير حاجة»
كما ولا بد للمفسر من معرفة مصادر وجوانب أخرى يعتمد عليها في تفسيره غير اللغة وحدها، كالسنة النبوية، وأسباب النزول، والسياق القرآني، والقرائن التي حفت بالخطاب حال التنزيل، وغيرها من المصادر التي لا يمكن أخذها عن طريق اللغة. يقول القرطبي:
«من لم يحكم ظاهر التفسير وبادر إلى استنباط المعاني بمجرد فهم العربية كثر غلطه، ودخل في زمرة من فسر القرآن بالرأي، والنقل والسماع لا بدله منه في ظاهر التفسير أولا ليتقي به مواضع الغلط، ثم بعد ذلك يتسع الفهم والاستنباط»

## فلسفة الحجاب في الإسلام

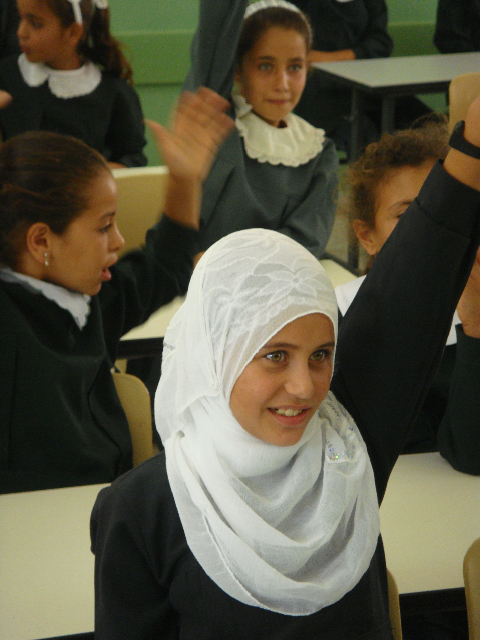
فتاة ترتدي الحجاب في أحد مدارس قطاع غزة، فلسطين، 2009.

تذكر الآية ال 59 من سورة الأحزاب الغرض من الحجاب وهو : ﴿ذَٰلِكَ أَدْنَىٰ أَن يُعْرَفْنَ فَلَا يُؤْذَيْنَ﴾ وذلك لحماية المؤمنات وصيانتهن وإظهار عفافهن ومنع الفساق من التعرض لهن. وفي قول الله ﴿ذَلِكُمْ أَطْهَرُ لِقُلُوبِكُمْ وَقُلُوبِهِنَّ ﴾ فيه إشارة إلى وجود صلة بين ما تراه العين وما يتعلق به القلب ، فالعين طريق الهوى والنظر بريد الشهوة، فإذا لم تر العين لا يشتهي القلب.
وقوله تعالى: ﴿ونساء المؤمنين﴾ لفظ عام يشمل كل مؤمنة إلى قيام الساعة، فلا يجوز قصره على النساء في عهد النبي محمد فقط اعتمادا على سبب نزول الآية السابق. كما أن الحجاب من وجهه نظر الإسلام أطهر لقلوب المؤمنين والمؤمنات، من الخواطر المريبة والشيطانية، وأجلب للعفّة، وأبعد للتهمة، وأقوى في الحماية.
تقوم فلسفة الحجاب في الإسلام على عدة أمور منها:
- الحجاب طاعة لله وطاعة للرسول : ﴿وَمَا كَانَ لِمُؤْمِنٍ وَلَا مُؤْمِنَةٍ إِذَا قَضَى اللَّهُ وَرَسُولُهُ أَمْرًا أَن يَكُونَ لَهُمُ الْخِيَرَةُ مِنْ أَمْرِهِمْ وَمَن يَعْصِ اللَّهَ وَرَسُولَهُ فَقَدْ ضَلَّ ضَلَالًا مُّبِينًا﴾.
- الحجاب عفة : حيث جعل الله التزام الحجاب عنوان العفة، يقول الله تعالى: ﴿يَا أَيُّهَا النَّبِيُّ قُل لِّأَزْوَاجِكَ وَبَنَاتِكَ وَنِسَاء الْمُؤْمِنِينَ يُدْنِينَ عَلَيْهِنَّ مِن جَلَابِيبِهِنَّ ذَلِكَ أَدْنَى أَن يُعْرَفْنَ﴾ وقول الله ﴿فَلَا يُؤْذَيْنَ﴾ أي فلا يتعرض لهن الفُساق بالأذى وهي إشارة إلى أن في معرفة محاسن المرأة إيذاءً لها ولذويها بالفتنة والشر.
- الحجاب طهارة : يقول الله تعالى : ﴿وَإِذَا سَأَلْتُمُوهُنَّ مَتَاعًا فَاسْأَلُوهُنَّ مِن وَرَاء حِجَابٍ ذَلِكُمْ أَطْهَرُ لِقُلُوبِكُمْ وَقُلُوبِهِنَّ﴾ فوصف الحجاب بأنه طهارة لقلوب المؤمنين والمؤمنات، لأن الحجاب يقطع أطماع مرضى القلوب .
- الحجاب ستر : كما في الحديث «إن الله تعالى حيِيٌّ سِتِّيرٌ ، يحب الحياء والستر» - صحيح سنن أبي داوود للألباني.
- الحجاب تقوى ، يقول الله تعالى :﴿يَا بَنِي آدَمَ قَدْ أَنزَلْنَا عَلَيْكُمْ لِبَاسًا يُوَارِي سَوْءَاتِكُمْ وَرِيشًا وَلِبَاسُ التَّقْوَىَ ذَلِكَ خَيْرٌ﴾.
- الحجاب من الإيمان : لأن الله لم يخاطب بالحجاب إلا المؤمنات، ﴿وَقُل لِّلْمُؤْمِنَاتِ﴾ . ولما دخل نسوة من بني تميم على أم المؤمنين عائشة رضي الله عنها، عليهن ثياب رِقاق، قالت: «إن كنتن مؤمنات فليس هذا بلباس المؤمنات ، وإن كنتن غير مؤمناتٍ فتمتعن به»
- الحجاب حياء : لقول النبي محمد : «إن لكل دين خُلُقًا ، وخُلُقُ الإسلام الحياء» وقوله : «الحياء والإيمان قُرِنا جميعاً ، فإذا رُفِعَ أحدُهما رُفِعَ الآخرُ»

أما التبرج فقد ذمه الإسلام واعتبره مدعاة للفتن ومشجعاً لارتكاب المعاصي من النظر المحرم والقول الفاحش وغيره. وقد نهى عنه الإسلام لعدة أمور منها:
- التبرج معصية لله ورسولهِ : يقول النبي محمد : «كل أمتي يدخلون الجنة إلا من أبى " ، فقالوا : يا رسول الله من يأبى ؟ قال : " من أطاعني دخل الجنة ، ومن عصاني فقد أبى».
- التبرج كبيرةٌ مُهْلِكة : كما في الحديث : جاءت أميمة بنت رقيقة إلى رسول الله ﷺ تبايعه على الإسلام، فقال النبي : «أُبايعك على أن لا تُشركي بالله ، ولا تسرقي ، ولا تزني ، ولا تقتلي وَلَدَكِ ، ولا تأتي ببهتان تفترينه بين يديك ورجليك ، ولا تَنُوحي ولا تتبرجي تبرج الجاهلية الأولى»
- التبرج يجلب اللعن والطرد من رحمة الله وهو من صفات أهل النار : يقول النبي محمد : «صنفان من أهل النار لم أرهما: رجال بأيديهم سياط يضربون بها الناس ، ونساء كاسيات عاريات مائلات مميلات رؤوسهن مثل أسنمة البخت المائلة، لا يدخلن الجنة ولا يجدن ريحها»
- التبرج نفاق : يقول النبي محمد:[52] «شر نسائكم المتبرجات المتخيِّلات , وهن المنافقات , لا يدخلن الجنةَ منهن إلا مثلُ الغراب الأعصم»
- التبرج نوع من إشاعة الفاحشة، يقول الله تعالى :﴿إِنَّ الَّذِينَ يُحِبُّونَ أَن تَشِيعَ الْفَاحِشَةُ فِي الَّذِينَ آمَنُوا لَهُمْ عَذَابٌ أَلِيمٌ فِي الدُّنْيَا وَالْآخِرَةِ وَاللَّهُ يَعْلَمُ وَأَنتُمْ لَا تَعْلَمُونَ﴾
- التبرج من أفعال إبليس : حيث أن قصة آدم وحواء مع إبليس كما يذكر القرآن تكشف مدى حرص إبليس على كشف السوءات، وهتك الأستار، وإشاعة الفاحشة، يقول الله تعالى : ﴿يَا بَنِي آدَمَ لاَ يَفْتِنَنَّكُمُ الشَّيْطَانُ كَمَا أَخْرَجَ أَبَوَيْكُم مِّنَ الْجَنَّةِ يَنزِعُ عَنْهُمَا لِبَاسَهُمَا لِيُرِيَهُمَا سَوْءَاتِهِمَا﴾

## شروط الحجاب

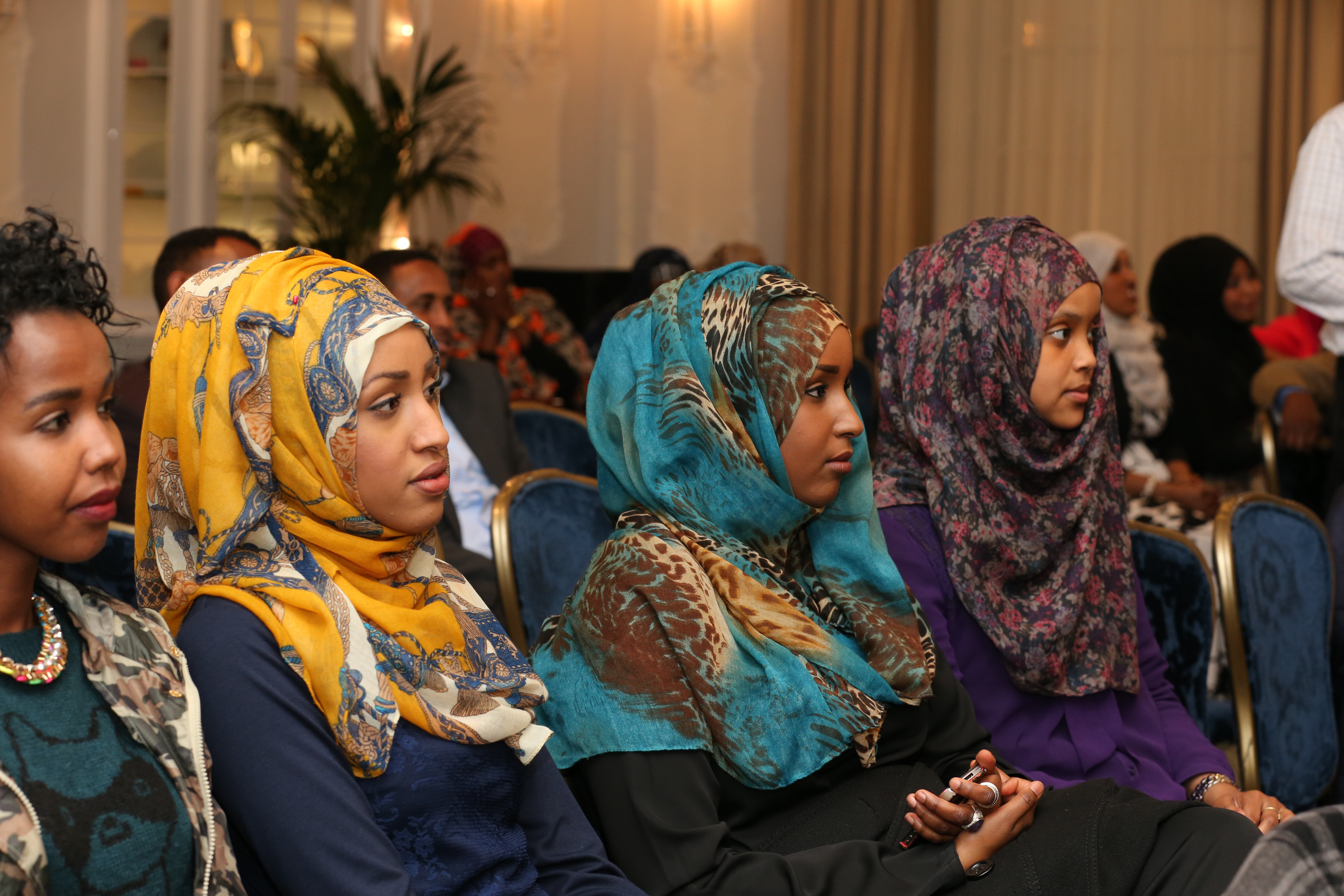
نساء صوماليات يرتدين الحجاب في بريطانيا

يرى الفقهاء استنادا على الأدلة من القرآن الكريم والسنة النبوية أن هناك شروطا يجب توافرها في الحجاب، وبحسب دار الإفتاء المصرية، والمجلس الأعلى للشؤون الإسلامية فإن شروط الحجاب هي:
- أن يكون ساترًا لعورة المرأة عدا الوجه والكفين حسب قول البعض:

أجمع أئمة وفقهاء المسلمين كلهم ـ لم يشذ عنهم أحد ـ على أن ما عدا الوجه والكفين من المرأة داخل في وجوب الستر أمام الأجانب. أما بالنسبة للوجه والكفين فمذهب الإمام أحمد والصحيح من مذهب الشافعي أنه يجب على المرأة ستر وجهها وكفيها أمام الرجال الأجانب ، لأن الوجه والكفين عورة بالنسبة للنظر، ومذهب أبي حنيفة ومالك أن تغطيتهما غير واجبة ، بل مستحبة ، لكن أفتى علماء الحنفية والمالكية منذ زمن بعيد أنه يجب عليها سترهما عند خوف الفتنة بها أو عليها. قال الجزيري:«عورة المرأة عند الشافعية والحنابلة جميع بدنها، ولا يصح لها أن تكشف أي جزء من جسدها أمام الرجال الأجانب، إلا إذا دعت لذلك ضرورة كالطبيب المعالج، والخاطب للزواج، والشهادة أمام القضاء، والمعاملة في حالة البيع والشراء، فيجوز أن تكشف وجهها و كفيها. وعورة المرأة عند الحنفية والمالكية جميع بدن المرأة إلا الوجه والكفين، فيباح للمرأة أن تكشف وجهها وكفيها في الطرقات، وأمام الرجال الأجانب. ولكنهم قيدوا هذه الإباحة بشرط أمن الفتنة. أما إذا كان كشف الوجه واليدين يثير الفتنة لجمالها الطبيعي، أو لما فيهما من الزينة كالأصباغ و المساحيق التي توضع عادة للتجمل أنواع الحلي فإنه يجب سترهما».
- أن يكون سميكًا غير شفاف فلا يصف ما تحته من الجسم:

لأن الغرض من الحجاب الستر، فإن لم يكن ساترا لا يسمى حجابا لأنه لا يمنع الرؤية، ولا يحجب النظر، لقوله ﷺ فيما رواه مسلم: «صنفان من أهل النار لم أرهما بعد: نساء كاسيات عاريات مميلات مائلات رؤوسهن كأسنمة البخت المائلة لا يدخلن الجنة، ولا يجدن ريحها، وإن ريحها ليوجد من مسيرة كذا و كذا ..» وفي رواية مسيرة خمسمائة سنة. ومعنى قوله ﷺ : (كاسيات عاريات) أي: كاسيات في الصورة عاريات في الحقيقة لأنهن يلبس ملابس لا تستر جسدا، ولا تخفي عورة. والغرض من اللباس الستر، فإذا لم يستر اللباس كان صاحبه عاريا. ومعنى (مميلات مائلات): مميلات لقلوب الرجال مائلات مشيتهن يتبخترن بقصد الفتنة والإغراء. ومعنى (كأسنمة البخت) أي : يصففن شعورهن فوق رؤوسهن حتى تصبح مثل سنام الجمل.
- أن يكون فضفاضًا غير ضيق ولا يصف الجسم:

وذلك للحديث السابق عن (الكاسيات العاريات) وما تفعله بعض المتحجبات من ارتداء ملابس محددة للخصر والصدر كالبلوزة والتنورة، ولو كانت طويلة، لا يفي بشروط الحجاب الصحيح.
- ألا يكون الثوب فيه تشبه بملابس الرجال:

للحديث الذي رواه الحاكم عن أبي هريرة  : «لعن النبي الرجل يلبس لبسة المرأة، والمرأة تلبس لبسة الرجل»، وقال فيما رواه البخاري والترمذي واللفظ له : (لعن الله المخنثين من الرجال، والمترجلات من النساء) أي المتشبهات بالرجال في أزيائهن وأشكالهن.
- ألا يكون زينة في نفسه، أو مبهرجا ذا ألوان جذابة تلفت الأنظار:

لقوله تعالى: «ولا يبدين زينتهن إلا ما ظهر منها» ومعنى {ما ظهر منها} أي بدون قصد ولا تعمد، فإذا كان في ذاته زينة فلا يجوز إبداؤه، ولا يسمى حجابا، لأن الحجاب هو الذي يمنع ظهور الزينة للأجانب.

### النقاب

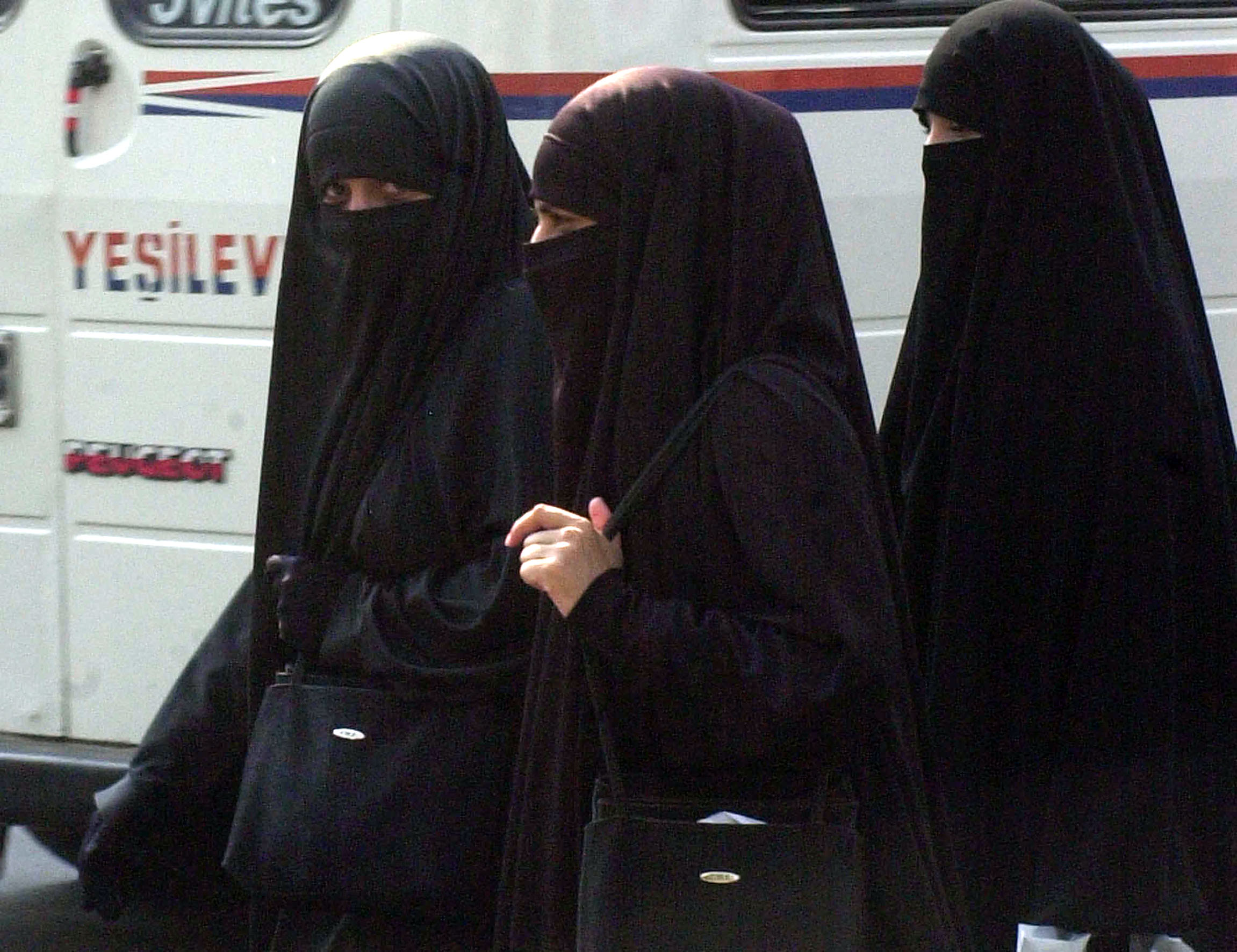
نساء يرتدين النقاب.

النقاب هو قطعة قماش تغطي الوجه غالباً ما يكون أسود اللون، ترتديه بعض النساء المسلمات مع العباءة لكي يخفي معالم جسد المرأة بالكامل عدا العينين، وهو منتشر في الأقطار ذات الأغلبية المسلمة. وهناك خلاف بين فقهاء المسلمين ما إذا كان واجبا أو غير واجب أو مباح، الغالبية العظمى من أقوال العلماء وأئمة المسلمين تذهب إلى أنه يجِبُ على المرأةِ سَترُ بدَنِها كُلِّه أمامَ الرجُلِ الأجنبيِّ، بما في ذلك الوجهُ والكَفَّانِ، وهو مذهبُ الجُمهورِ: الحنفيَّة، والأظهَرُ مِن مذهَبِ الشافعيَّة والصَّحيحُ مِن مذهَبِ الحنابلةِ، وهو قولُ جمعٍ مِن عُلَماءِ المالكيَّة وغيرِهم، وحُكِيَ فيه اتِّفاقُ المُسلِمينَ. كما أشارت فتاوى أعضاء هيئة كبار العلماء السعودية إلى أن حجاب المرأة هو تغطية وجهها وليس كشفه ويؤيد ذلك فتاوى مفتي عام السعودية الراحل ابن باز وأيضا ابن عثيمين.
في حين ذكرت دار الافتاء في الأردن أن تغطية المرأة لوجهها هي مسألة فقهية فيها خلاف، فإذا كشفت الوجه والكفين فقط فهي آثمة من وجهة نظر بعض العلماء، بينما يرى آخرون أن لا بأس في ذلك إذا أمنت الفتنة. أما دار الافتاء المصرية فذكرت أن جمهور الأمَّةِ على أنَّ تغطية الوجه ليست واجبًة وأنه يجوز للمرأة أن تكشفَ وجههَا وكفَّيهَا استنادا إلى قول الله: ﴿وَلَا يُبْدِينَ زِينَتَهُنَّ إِلَّا مَا ظَهَرَ مِنْهَا﴾ حيث فسَّر جمهورُ العلماء من الصحابة ومَن بعدهم (الزينةَ الظاهرةَ) بالوجهِ والكفينِ، وهو القول الذي نُقِل عن ابن عباس وأنس وعائشة. واستدلت دائرة الإفتاء المصرية أيضًا بحديث عائشة عن أسماء عن النبي ﷺ أنه قال: يَا أَسْمَاءُ، إِنَّ الْمَرْأَةَ إِذَا بَلَغَتِ الْمَحِيضَ لَمْ يَصْلُحْ أَنْ يُرَى مِنْهَا إِلا هَذَا، وَهَذَا» وَأَشَارَ إِلَى وَجْهِه وَكَفَّيْهِ. إلا أن هذا الحديث ضعفه كل من الألباني وإبن باز وابن عثيمين.
أما المشهور من مذهب الإمام مالك هو أن وجه المرأة ليس بعورة، فيجوز لها كشفه إذا أمنت من الفتنة، أما إن خافت الفتنة على نفسها أو على غيرها، بأن كانت حسنة الوجه وخشيت من أن ينظر إليها أحد بشهوة وكانت في زمن كثر فيه الفساد وانتشر الفُسّاق، فيجب عليها ستر وجهها بخمار أو نقاب أو ما شابه ذلك وكذلك كفيها، ويؤيد هذا الرأي الإمام أبو عبد الله شمس الدين الحطاب الذي قال: “واعلم أنه إن خشي من المرأة الفتنة، يجب عليها ستر الوجه والكفين" كما استدل البعض على جواز كشف الوجه واليدين بالحديث الذي رواه البخاري في صحيحه عن ابن عمر عن النبي أنه قال: «لا تَنْتَقِبُ الْمَرْأَةُ الْمُحْرِمَةُ وَلا تَلْبَسُ الْقُفَّازَيْنِ»، مما يدلُّ على أنَّ الوجهَ والكفَّين ليسا بعورةٍ للمرأة الحرة، فكيف يكونان عورةٌ إذا كان هناك اتفاق على كشفِهِما في الصلاةِ ووجوب كشفهما في الإحرامِ وهو الرأي الذي أيده ابن باز أيضا.

## متى ومن يُلبس الحجاب؟
يرى الفقهاء استنادا إلى القرآن الكريم والسنة النبوية أنه يجب على كل امرأة مسلمة بلغت سن التكليف (وهو السن الذي ترى فيه الأنثى الحيض وتبلغ فيه مبلغ النساء) أن تلبس الحجاب الشرعي أمام الرجال الأجانب (وهم الرجال غير المحارم). لذا فإن الحجاب هو فريضة على المرأة المسلمة البالغة يجب أن تستتر به عن الرجال ما عدا من أباح لهم الشرع أن تتزين أمامهم وهم : (الآباء، الأجداد، آباء الأزواج، أبناء الأزواج، أبنائهن، الإخوة، أبناء الإخوة، أبناء الأخوات، الأعمام، الأخوال، المحارم من الرضاع). استنادا إلى نص الآية 31 من سورة النور :﴿وَقُل لِّلْمُؤْمِنَاتِ يَغْضُضْنَ مِنْ أَبْصَارِهِنَّ وَيَحْفَظْنَ فُرُوجَهُنَّ وَلَا يُبْدِينَ زِينَتَهُنَّ إِلَّا مَا ظَهَرَ مِنْهَا وَلْيَضْرِبْنَ بِخُمُرِهِنَّ عَلَىٰ جُيُوبِهِنَّ وَلَا يُبْدِينَ زِينَتَهُنَّ إِلَّا لِبُعُولَتِهِنَّ أَوْ آبَائِهِنَّ أَوْ آبَاءِ بُعُولَتِهِنَّ أَوْ أَبْنَائِهِنَّ أَوْ أَبْنَاءِ بُعُولَتِهِنَّ أَوْ إِخْوَانِهِنَّ أَوْ بَنِي إِخْوَانِهِنَّ أَوْ بَنِي أَخَوَاتِهِنَّ أَوْ نِسَائِهِنَّ أَوْ مَا مَلَكَتْ أَيْمَانُهُنَّ أَوِ التَّابِعِينَ غَيْرِ أُولِي الْإِرْبَةِ مِنَ الرِّجَالِ أَوِ الطِّفْلِ الَّذِينَ لَمْ يَظْهَرُوا عَلَىٰ عَوْرَاتِ النِّسَاءِ ۖ وَلَا يَضْرِبْنَ بِأَرْجُلِهِنَّ لِيُعْلَمَ مَا يُخْفِينَ مِن زِينَتِهِنَّ ۚ وَتُوبُوا إِلَى اللَّهِ جَمِيعًا أَيُّهَ الْمُؤْمِنُونَ لَعَلَّكُمْ تُفْلِحُونَ﴾

## الحجاب في الشرائع الإبراهيمية

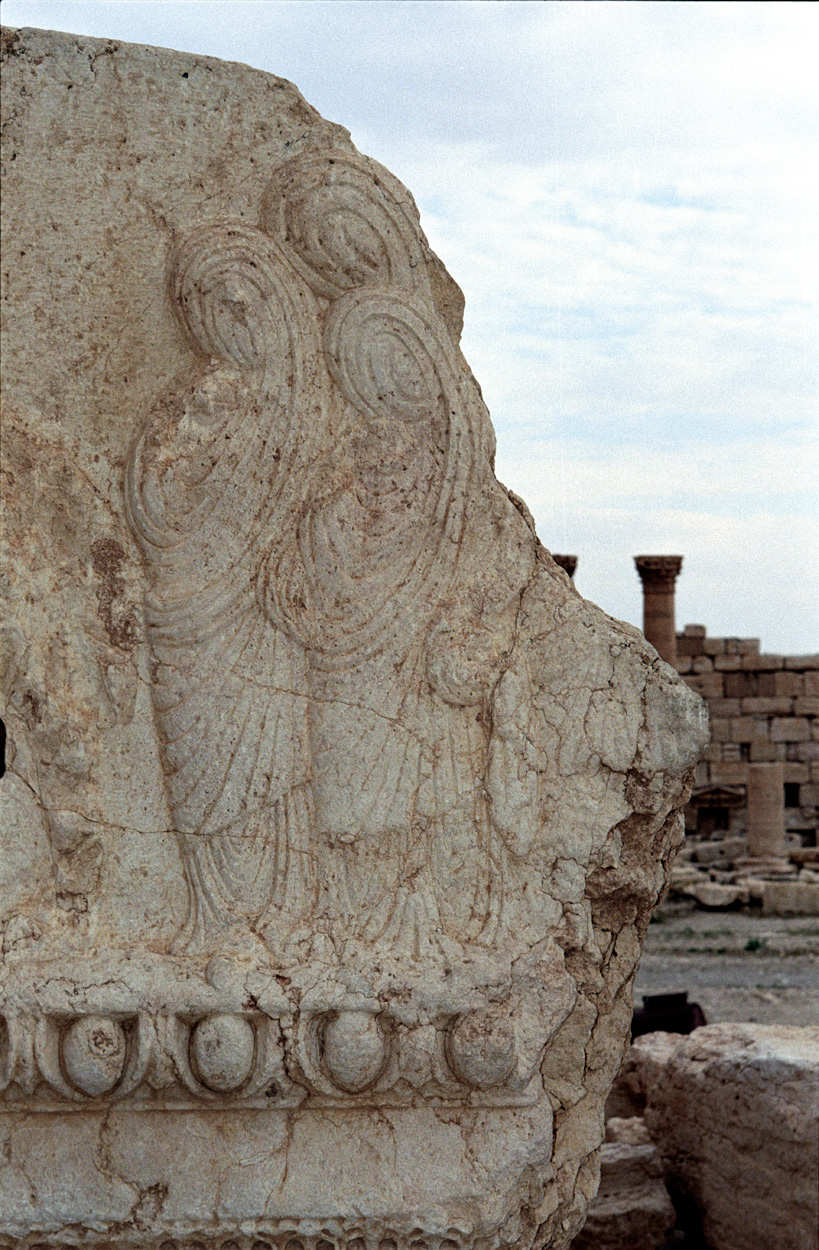
سوريا لقطة من آثار قديمة ويظهر على الصخر نحت لثلاث نساء متجلببات بالكامل لا يظهر منهن وجه ولا كف ولا عين ولا غير ذلك.
معبد بعل، تدمر، سوريا.

يعتقد المسلمون أن الحجاب كان موجودا في الشرائع الإبراهيمية القديمة، مستشهدين ببعض ما ورد في كتب العهد القديم وكتب الأناجيل والتي يفسرونها بأنها دليل على وجود الحجاب في من كان قبلهم من الأمم.

### في اليهودية
نقل الحبر ماير شلّر (Mayer Schiller) إجماع فقهاء اليهود على حرمة أن تكشف المرأة اليهوديّة المتزوّجة كامل شعرها في الشارع؛ فقال: (يبدو أنّه لا يوجد مصدر تشريعي (نصّ أو فقيه) مقبول يسمح للمرأة المتزوّجة بأن يكون كامل شعرها مكشوفًا في الأماكن العامة). وقال أيضًا: (يعتبر اليوم أمر تغطية المرأة شعرها عند المشرّعين اليهود في العالم حُكمًا موضوعيًا، وتبقى مسألة طريقة (ارتداء الحجاب) متأثّرة بالتحوّل الاجتماعي، دون أن يمسّ ذلك أصل الحكم).
أما الحبر (ششث) فقال في التلمود صراحة: (شعر المرأة عورة) وهو أيضًا ما قرّره الحبر الشهير (يعقوب بن آشر) الذي كان من أشهر علماء اليهود في القرون الوسطى، كما قرّر العديد من أعلام فقهاء اليهود أنّ على المرأة أن تغطّي رأسها بناء على القاعدة التشريعية اليهوديّة المسمّاة (לפני עיור) (لفني عيور)؛ لأنّ المرأة بابتذالها في اللباس تقود الرجل إلى أبواب الخطيئة .
وقد عُدّ الحجاب علامة من العلامات التي تتميّز بها المرأة اليهوديّة عن المرأة الوثنيّة؛ فقد جاء في مدراش سفر العدد 9/16 أنّ الوثنيّات فقط هن من يخرجن برؤوس مكشوفة، وفي ذلك تعبير شديد على إدانة السفور وربطه بالعبادات الوثنية الرذيلة.
وقد ذكر الحبر اليهودي حزقياهو في كتاب الزوهار (وهو أحد أقدم تفاسير التوراة) ما يلي: «لتكن اللعنة على كلّ رجل يسمح لزوجته أن تكشف شعرها. هذا جزء من عفّة الأسرة» . أما الحبر أبراهام جومبينر فقد علق هذا الحكم بقوله: «أكّد الزوهار بشدّة على ألاّ يظهر أيّ من شعر المرأة, وهذا هو العرف المقبول»

### في المسيحية

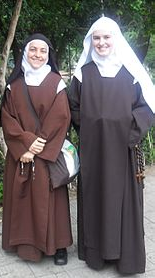
راهبات مسيحيات يرتدين الحجاب

ورد في رسالة بولس الرسول الأولى إلى أهل كورونثوس 13:11 ما يلي: «احْكُمُوا فِي أَنْفُسِكُمْ: هَلْ يَلِيقُ بِالْمَرْأَةِ أَنْ تُصَلِّيَ إِلَى اللهِ وَهِيَ غَيْرُ مُغَطَّاةٍ؟» . وجاء في نفس الإصحاح أيضا : «وإذا كانت المرأة لا تغطّي رأسها، فأولى بها أن تقصّ شعرها، ولكن إذا كان من العار على المرأة أن تقصّ شعرها أو تحلقه، فعليها أن تغطي رأسها».
حيث يقول القمص تادرس يعقوب في تفسيره للنص السابق: ليس أمام المرأة إلا أن تغطي شعرها أو تحلقه، فإن كشف الرأس في ذلك الحين يحمل ذات القبح لحلق الشعر. أما القديس يوحنا ذهبي الفم فيقول : تنال المرأة كرامة الرجل بترك رأسها مكشوفًا بل بالأحرى تفقد كرامتها. عارها ينبع عن رغبتها أن تتشبه بالرجل بتصرفاتها.
ومما يؤكّد أنّ بولس الرسول كان يرى وجوب الحجاب، أنّ الفيلسوف والمؤرّخ ديو ذهبي الفم (Dio Chrysostom) -الذي عاصر بولس- قد ذكر أن النساء في طرسوس- بلد بولس- كنّ يغطين أنفسهن عندما يكنّ في الشارع فلا يظهر منهن شيء.
وجاء في كتاب الدسقولية أو تعاليم الرسل (وهو أحد أهم المراجع التعبّدية والتشريعية والسلوكية للكنائس الأولى وللكنيستين الأرثودكسية المصرية والحبشيّة) ما يلي: ««لا تتشبهن بهؤلاء النساء أيتها المسيحيات إذا أردتن أن تكن مؤمنات. اهتمي بزوجك لترضيه وحده. وإذا مشيت في الطريق فغطي رأسك بردائك فإنك إذا تغطيت بعفة تُصانين عن نظر الأشرار»» وذكر أيضا : «يكون مشيكِ ووجهك ينظر إلى أسفل, وأنت مطرقة مغطاة من كلّ ناحية» 
أمّا النساء في الإمبراطوريّة الرومانيّة، فكنّ يغطين رؤوسهن للدلالة على أنّهن نساء محترمات، وكنّ يلبسن إمّا النقاب أو غطاء رأس، لكي يعلم من يراهن من الرجال أنّه لا يجوز لهم الاقتراب منهن، وأنّ أيّ فعل متعد منهم سيكلّفهم عقوبة زاجرة.

## الخلاف حول الحجاب

### مؤيدو الحجاب

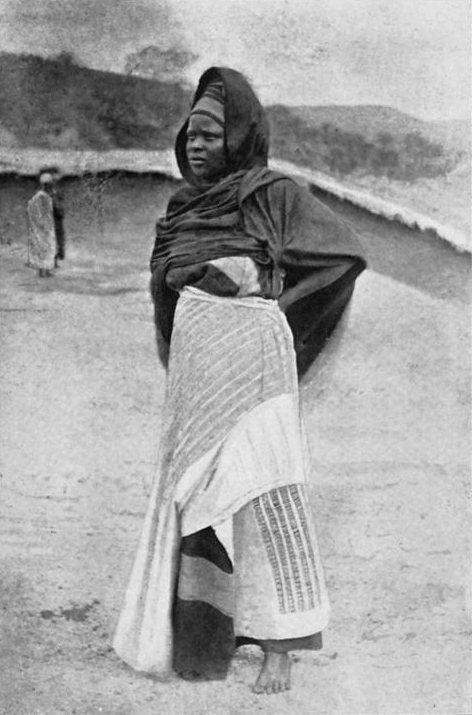
امرأة من عرقية الهوسا التُقطت حوالي عام 1900م

يتفق علماء الدين الإسلامي حول هيئة العامة للزي من حيث ضرورة ستر جسم المرأة كله، لكنهم يختلفون فيما يتعلق بالوجه والكفين فقط. فمنهم من يرى بوجوب ستر كل جسد المرأة بما فيه وجهها وكفيها مستدلين بقول الله «يآ أيها النبي قل لأزواجك وبناتك ونساء المؤمنين يدنين عليهن من جلابيبهن» وأنه حين قال في الآية «يدنين عليهن» لم يستثن منهن شيئاً، لا وجها ولا كفاً ولا عيناً ولا غير ذلك. وقد استدل بعضهم أيضاً بما رواه البخاري عن عائشة بنت أبي بكر قالت «لما أنزلت هذه الآية أخذن أزورهن، فشققنها من قبل الحواشي فأختمرن بها». قال ابن حجر العسقلاني: «فاختمرن أي غطين وجوههن»، ويفسر أصحاب هذا الاتجاه ما ذكر في القرآن: (إِلا مَا ظَهَرَ مِنْهَا) هو ما يظهر من المرأة بغير قصد فأظهر الأقوال في رأيهم في تفسيرهِ: «أن المراد ظاهر الثياب» كما هو قول لعبد الله بن مسعود رواه الطبري،[بحاجة لمصدر] أو ما ظهر منها بلا قصد كأن ينكشف شيء من جسدها بفعل ريح أو نحو ذلك. والزينة في لغة العرب ما تتزين به المرأة مما هو خارج عن أصل خلقتها كالحلي والثياب، فتفسير الزينة ببعض بدن المرأة كالوجه والكفين خلاف عندهم خلاف الظاهر. كما يقول بعضهم بوجوب تغطية المرأة لعينيها، ويقول البعض الآخر أن يظهر من عينيها فقط السواد، واستنادا لقول ينسب إلى ابن عباس أن ترتدي المرأة نقاب يغطي عينًا واحدةً. وأصل الرواية عند الطبري في تفسيره والرواية ضعفها الشيخ الألباني في كتبه مثل حجاب المرأة المسلمة.

في حين يرى أغلب علماء الدين الإسلامي وجوب الحجاب باستثناء الوجه والكفين. وممن بين ذلك من العلماء المعاصرين الشيخ جاد الحق شيخ الأزهر السابق في كتابه المرأة بين النقاب والحجاب والشيخ القرضاوي والشيخ محمد الغزالي والشيخ الشعراوي والشيخ الألباني في كتبه حجاب المرأة المسلمة، وجلباب المرأة المسلمة، وكتابه الرد المفحم وغيرها، وقبلهم ابن القطان الفاسي المالكي المتوفى 628 هـ في كتابه النظر في أحكام النظر، والشيخ ابن مفلح الحنبلي المتوفى 763 هـ في كتابه الآداب الشرعية، والشيخ المرداوي الدمشقي الصالحي الحنبلي المتوفى 885 هـ في كتابه الإنصاف في معرفة الراجح من الخلاف، والشيخ ابن باديس (المتوفى :1359 هـ) في كتاب آثار بن باديس والإمام محمود الألوسي (المتوفى :1270 هـ) في تفسيره المشهور ب"روح المعاني" وغيرهم من العلماء. فعلى سبيل المثال يبين الشيخ القرضاوي في كتابه فتاوى معاصرة:
«وبين أن الراجح عنده بأن الوجه ليس بعورة فلم يقل أحد بأن الوجه عورة إلا في رواية عن أحمد -وهو غير المعروف عنه- وإلا ما ذهب إليه بعض الشافعية.» كما قال في موضع آخر: «أما الغلو في حجب النساء عامة الذي عرف في بعض البيئات والعصور الإسلامية، فهو من التقاليد التي استحدثها الناس احتياطا منهم، وسدا للذريعة في رأيهم، وليس مما أمر به الإسلام. فقد أجمع المسلمون على شرعية صلاة النساء في المساجد مكشوفات الوجوه والكفين -على أن تكون صفوفهن خلف الرجال، وعلى جواز حضورهن مجالس العلم.».

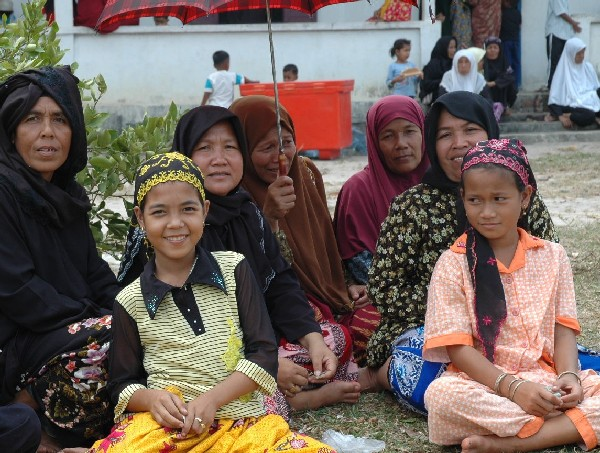
مسلمات من شعب التشام في كمبوديا

ويحتج هؤلاء الفقهاء بأن قوله تعالى «ولا يبدين زينتهن إلا ما ظهر منها» يدخل في مضمونها الوجه والكفين لأن بعض الروايات عن ابن عباس فسرها بذلك كما عند ابن أبي شيبة والبيهقي والطبري ويشهد لها رواية أخرى لابن أبي شيبة. وكذلك رواية قوية عن ابن عمر عند ابن أبي شيبة. ورواية عن ابن مسعود في المخلصيات للامام محمد بن عبد الرحمن بن العباس البغدادي المخلص، وكذلك ثبت عن النبي محمد انه دعا لابن عباس فقال اللهم فقه في الدين وعلمه التأول كما في صحيح ابن حبان وفي رواية التاويل عند أحمد في مسنده وفي صحيح البخاري علمه الحكمة.
ويعضد بقوة تفسير ان عباس وابن عمر وابن مسعود في روايته تلك ان الإسلام يحترم ما جرت عليه العادة والعرف. والعادة في بعض المجتمعات ان لا تغطي المراة وجهها وكفاها، ولذلك قال الفقهاء العادة محكَمة والعرف في الشرع له اعتبار. وقاعدة العادة محكمة ذكرت في كتاب الفتاوى الفقهية الكبرى لابن حجر العسقلاني وفي كتاب الاشباه والنظائر للسيوطي. وعبارة العرف في الشرع له اعتبار ذكرت في كتاب علم أصول الفقه للشيخ عبد الوهاب خلاف. وثبت في مسند أحمد ما يدل على اعتبار العرف والعادة فعن سَلَمَةَ بْنِ نُعَيْمِ بْنِ مَسْعُودٍ الْأَشْجَعِيِّ عَنْ أَبِيهِ نُعَيْمٍ قَالَ سَمِعْتُ رَسُولَ اللَّهِ صَلَّى اللَّهُ عَلَيْهِ وَسَلَّمَ يَقُولُ حِينَ قَرَأَ كِتَابَ مُسَيْلِمَةَ الْكَذَّابِ قَالَ لِلرَّسُولَيْنِ فَمَا تَقُولَانِ أَنْتُمَا قَالَا نَقُولُ كَمَا قَالَ فَقَالَ رَسُولُ اللَّهِ صَلَّى اللَّهُ عَلَيْهِ وَسَلَّمَ وَاللَّهِ لَوْلَا أَنَّ الرُّسُلَ لَا تُقْتَلُ لَضَرَبْتُ أَعْنَاقَكُمَا. صححه محققوا المسند ورواه الحاكم وصححه وصححه الألباني في صحيح ابي داود. وفي الصحيحين واللفظ لمسلم عَنْ أَبِي الْمِنْهَالِ عَنْ ابْنِ عَبَّاسٍ قَال قَدِمَ النَّبِيُّ صَلَّى اللَّهُ عَلَيْهِ وَسَلَّمَ الْمَدِينَةَ وَهُمْ يُسْلِفُونَ «يبيعون بالأجل» فِي الثِّمَارِ السَّنَةَ وَالسَّنَتَيْنِ فَقَالَ مَنْ أَسْلَفَ فِي تَمْرٍ فَلْيُسْلِفْ فِي كَيْلٍ مَعْلُومٍ وَوَزْنٍ مَعْلُومٍ إِلَى أَجَلٍ مَعْلُومٍ. فأقرهم على البيع بالأجل. وقال لعمر كما في الصحيحين عندما أراد أن يقتل رأس المنافقين على مقولته «لئن خرجنا من المدينة ليخرجن الأعز منها الأذل» قال له النبي دعه يا عمر أتريد أن يتحدث الناس أن محمداً يقتل أصحابه.
إلا أن قاعدة العادة محكمة والعرف في الشرع له اعتبار مقيدة في الدين الإسلامي بما لا يخالف نصاً قاطعا كما في كتاب علم أصول الفقه للشيخ عبد الوهاب خلاف. وهذا يعني أن ما يكشف تبعا للعادة وأتى نص على تحريم كشفه لا يدخل في تلك العادة التي يحترمها الإسلام مثل كشف الجِيد والنحر والشعر وغير ذلك. ورد أصحاب هذا الرأي على القول بقصر الزينة على ما تتزين به المرأة مما هو خارج عن أصل خلقتها كالحلي والثياب الإمام الجصاص في أحكام القرآن حيث قال إن هذا غير صحيح بل المراد بالزينة مواضعها في البدن لأن الحلي لا يعتبر كشفه للناس وهو بدون أن يلبس حرام. وينطبق نفس الشيء على الثياب.

### رافضو الحجاب
الرافضون للحجاب، ومنهم الكاتب سيد القمني في مقالة له بعنوان مكانة الحجاب بين فضائل العرب، قال: إن «القرآن لم يفرض الحجاب على نساء المسلمين ولا أشار إليه ولا شرعه ولا قننه، وحتى لو كان فرضًا كما يقولون فهو لتغطية الجيب ولم يتحدث عن الرأس، فالخمر كان علي الرأس كعادة بيئية صحراوية من الأصل». ويرى القمني أن الآيات القرآنية أمرت المرأة الحرة في زمن البعثة بتغطية صدرها كعلامة تميز المرأة الحرة عن الإماء، فلا يتعرضن للتحرش أو الأذى، واستشهد على ذلك بحادثة ضرب عمر بن الخطاب لإحدى الجواري لأنها أخفت صدرها بخمار.
ويتفق أحمد صبحي منصور -الذي يرفض السنة النبوية- على أن ضرب الخمر على الجيوب يقصد به تغطية الصدر، ويضيف لذلك إلى أن إدناء الجلباب الوارد في القرآن يعني تغطية الساقين.
ومن وجهة نظر جمال البنا، فإنه لا يوجد في القرآن ولا في السنة ما يعرف اليوم بالحجاب، مؤكدا على أن الخمار التي كانت ترتديه النساء في ذلك الوقت هو زي تقليدي وعادة اجتماعية، وما جاء في القرآن هو أمر بتغطية فتحة الصدر وليس فرض الخمار. ويستشهد البنا على ذلك بحديث ورد في صحيح البخاري مفاده أن النساء كن يتوضئن مع الرجال في حوض واحد في عهد النبي محمد والخليفة أبو بكر وجزء من عهد الخليفة عمر بن الخطاب، ومما يترتب على هذا بكشف الوجه والشعر والذراعين من أجل الوضوء. حيث رد الشيخ محمد صالح المنجد على هذه الشبهة بقوله: إن هذا الحديث لا يحمل معنى اختلاط النساء بالرجال وكشف النساء لشعورهن أمام الأجانب بل فيه بيان أن مكان وضوئهم والماء الذي يتوضؤون منه هو مكان واحد وماء واحد، فإذا انتهى الرجال من الوضوء جاء النساء، أو أن المراد بالنساء في الحديث الزوجات والمحارم ولذلك جاء هذا الحديث في صحيح البخاري تحت باب «باب وضوء الرجل مع امرأته»، أو ربما يكون الحديث في وصف حدث قبل تشريع الحجاب على النساء، وهو ترجيح الحافظ ابن حجر العسقلاني. وفي عام 2008 حظر الأزهر كتابًا لجمال البنا يحمل اسم «المرأة المسلمة بين تحرير القرآن وتقييد الفقهاء» يقول فيه إن الحجاب هو تغطية صدر المرأة.
يذهب المستشار محمد سعيد العشماوي في كتابه «حقيقة الحجاب وحجية الحديث» مع الرأي القائل بأن آية الخمار تأمر بتغطية الصدر. أما عن آية الحجاب فيقول أنها موجهة لأمهات المؤمنين خاصة، والحجاب المقصود ليس ملبس وإنما ساتر يفصل بين زوجات النبي وبين من يسألهن متاعا بحيث لا يرى كل منهما الآخر. ويضيف إلى ذلك إلى أن علة إدناء الجلابيب المذكورة في سورة الأحزاب 33: 59 هي التمييز بين الحرائر والإماء مستشهدا كذلك بحادثة ضرب عمر بن الخطاب لجارية أخفت صدرها. ويقول العشماوي أن هذه العلة قد انتفت لعدم وجود إماء وجواري في العصر الحالي، وفقا لقاعدة في علم أصول الفقه أن الحكم يدور مع العلة وجودًا وعدمًا، فإن وُجِد الحكم وُجِدَت العلة. مع الإشارة إلى أن إدناء الجلابيب المذكور يقصد به تغطية الجسد على خلاف بين الفقهاء.
في الوطن العربي ظهر في القرن العشرين دعوة لتحرير المرأة في مصر وكان أشهر روادها قاسم أمين، ويدعمه محمد عبده وسعد زغلول وأحمد لطفي السيد. أصدر قاسم أمين كتاب تحرير المرأة، وكتاب المرأة الجديدة، قال فيهما أن الحجاب السائد ليس من الإسلام. وفي إطار تحرير المرأة من عزلتها وإخفاؤها وراء الحجاب وإبقاؤها في البيت، قامت مجموعة من النساء على رأسهن هدى شعراوي بمظاهرة 20 مارس سنة 1919 م. وفي نفس الإطار قام سعد زغلول بدعوة النساء اللاتي يحضرن خطبته إلى كشف وجوههن. كما قامت صفية زغلول وسيزا نبراوي بخلع غطاء الوجه بعد عودتهما من مؤتمر الاتحاد النسائي الدولي الذي عقد في روما 1923.

## الانتشار الجغرافي

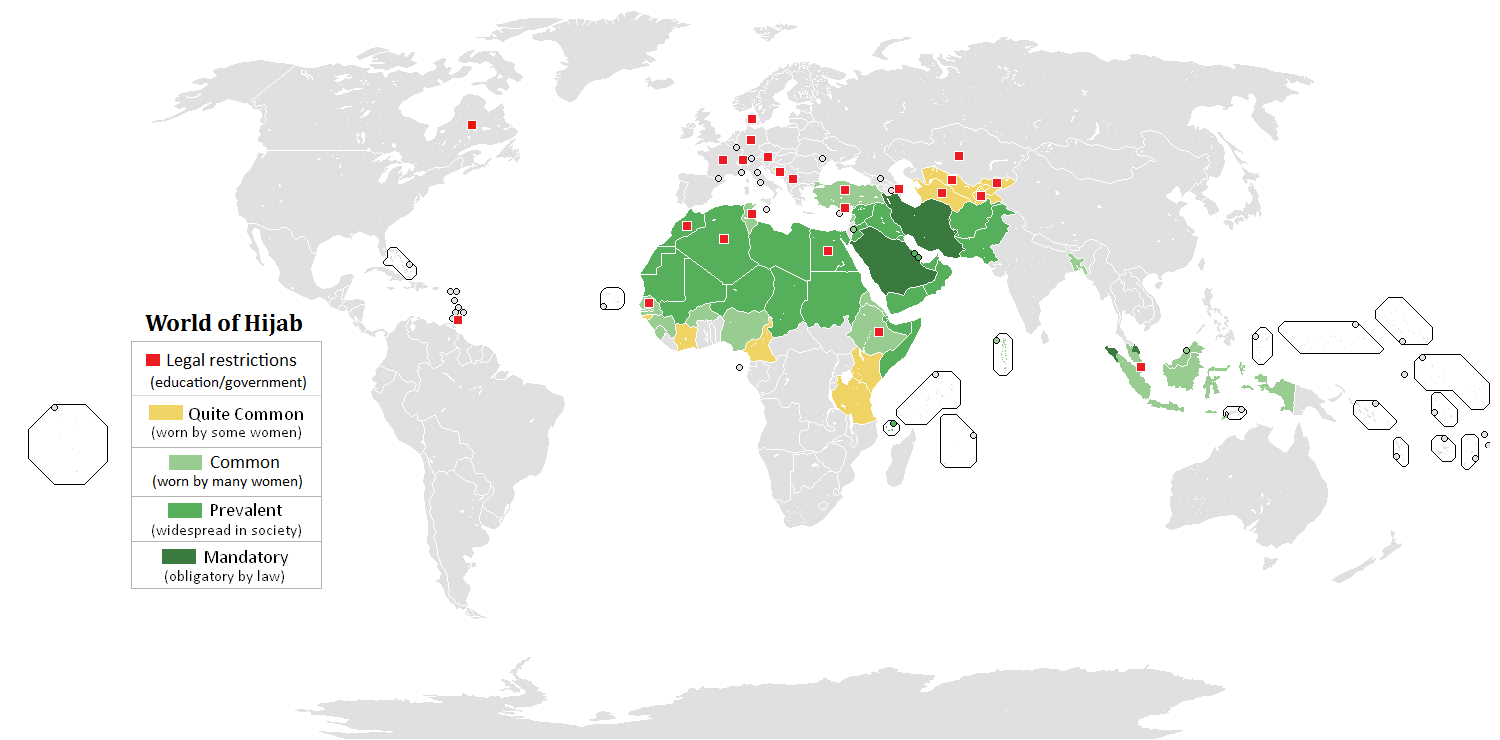
خريطة توضح الانتشار الجغرافي للحجاب

ينتشر الحجاب في العديد من الدول ذات الغالبية الإسلامية عموما مثل السعودية واليمن، ويشمل الحجاب فيها غطاء الوجه أو النقاب ويسمى بالزي الإسلامي ولونهُ أسود بالغالب، وتليهما إيران والتي يستعاض عن الحجاب أحياناً بالشادور، كذلك ينتشر كل من الحجاب والنقاب في باكستان وأفغانستان. ويختلف لبس الحجاب من عدمه وشكل الحجاب باختلاف البيئة السكانية والعادات والتقاليد التي تلعب دور بارز في ذلك بالإضافة إلى الأنظمة الحاكمة، ففي بعض الدول يكون الحجاب إلزامياً وبعضها تمنعه، لكن غالبية الدول تعد هذا الأمر من أمور الحرية الشخصية.

## الحجاب والقوانين التشريعية

### الدول التي فيها الحجاب إجباري
- السعودية: قبل 2018. كانت تفرض السعودية على النساء سواء كن سعوديات أو غير سعوديات بارتداء العباءة.[4] ويفرض الحجاب على المرأة السعودية والمرأة الأجنبية.[96] وفي شهر مارس سنة 2018، تغير النظام بعدما نٌقلَ عن الأمير محمد بن سلمان ولي العهد السعودي أنه قال «إن القوانين واضحة، وهي تلزم النساء بارتداء ملابس محتشمة ومحترمة مثل الرجال تماما.القوانين لا تلزم النساء صراحة بارتداء عباءة سوداء أو غطاء رأس أسود».[97]
- إيران: منع رضا بهلوي -حاكم الدولة البهلوية في القرن العشرين- الشادور وجميع أنواع الحجاب عام 1936[98]، أما بعد انتصار الثورة الإسلامية الإيرانية فصوت الشعب الإيراني بالحكم الإسلامي في بلدهم، وبعد 6 سنوات من الثورة تقريباً أصدر البرلمان الإيراني قانون الحجاب في إيران.
- ماليزيا مدينة كوالا ترغكانو بماليزيا: فرضت مدينة كوالا ترغكانو التي تنتمي لولاية ترغكانو شمال ماليزيا الحجاب على المسلمات وغير المسلمات منذ عام 2004، وقامت بفرضه حتى على العاملات في القطاع الخاص.[99]

### محاولات فرض الحجاب في بعض الدول
- العراق: في فترة الانفلات الأمني كانت تضطر الفتيات (المسلمات وغير المسلمات) لارتداء الحجاب خوفا من الضرب أو الاختطاف والقتل من المليشيات الدينية المسيطرة على البلاد وذلك لسفورهن.[100]
- الكويت: حاول نواب في البرلمان الكويتي فرض الحجاب على العضوات والوزيرات غير المحجبات، وقدم طعن بعضوية نائبتين في البرلمان بسبب عدم ارتدائهما الحجاب لأن قانون الانتخابات يجبر المرأة على احترام الشريعة الإسلامية، إلا أن المحكمة الدستورية رفضت الطعن[101] وذلك لأن الأحكام الواردة في الشريعة الإسلامية لا تكون لها قوة إلزام القواعد القانونية إلا إذا تدخل المشرع وقننها وليس لها قوة النفاذ الذاتي والمباشر.[102]

### الدول التي تقيد ارتداء الحجاب
- تونس: أصدرت تونس منشورا سنة 1981 في عهد الرئيس الحبيب بورقيبة يعرف «بالمنشور 108»، ويصف هذا المنشور الحجاب بالزي الطائفي. ومع بدء العام الدراسي في سبتمبر 2005 شن مسؤولو التعليم في تونس حملة واسعة النطاق لتطبيق المنشور 108، وتم منع الطالبات المحجبات من دخول المدارس والكليات، وتقاد المخالفات إلى قسم الشرطة للتحقيق معها في هذه التهمة حيث تجبر على توقيع تعهد بعدم ارتداء الحجاب مستقبلاً.[103] وانتهى الحظر عند سقوط نظام الرئيس السابق زين العابدين بن علي في يناير عام 2011.
- فرنسا: أقر البرلمان الفرنسي في 10 فبراير 2004 قانون يحظر ارتداء أي رموز دينية ظاهرة سواء كانت الحجاب أو صلبان كبيرة أو نجمة داود أو التربان السيخي Sikh Turban بالمدارس الحكومية وذلك للحفاظ على الهوية العلمانية للدولة. وأقر هذا القانون بأغلبية ساحقة وطالب بمعاقبة غير الملتزمين فيه بعد استنفاد وسائل الحوار معهم. وقد قوبل هذا الأمر بردود فعل مستنكرة وغاضبة في بعض أنحاء الدول الإسلامية.
- النمسا : قامت النمسا بإصدار قرار يحظر الحجاب في المدارس الابتدائية، فخرجت النائبة مارتا بيسمان وألقت خطاباً أعلنت فيه رفضها للقانون. وقامت بارتداء الحجاب أمام النواب أثناء كلمتها، ووجهت سؤالاً للجميع، قائلة: «هل تغير شيء الآن، هل لم أعد مارتا بيسمان النائبة في البرلمان النمساوي والمولودة بالنمسا؟». وأكدت أنه نتيجة لحملات الكراهية والتمييز ، تتعرض المسلمات المحجبات لاعتداءات ومضايقات في الشوارع فقط بسبب ارتدائهن للحجاب. وقالت أيضا أن الحجاب ما هو إلا جزء من حياة النساء المسلمات ومن ثقافتهن ومن هويتهن، ولكن تم تصويره كرمز للسياسة المناهضة للمسلمين. وتابعت : «يمكننا أن نتعلم من المسلمين قيم التسامح والتضامن، فالحجاب لا يمثل مشكلة في المجتمع، ولكن هناك بعض الأحزاب تريد عمل دعاية إعلامية، لكسب أصوات بعض الناخبين على حساب قضية الحجاب، وهو الأمر الذي ينبغي رفضه تماماً».[104]